# Örjan Martinsson
Örjan Martinsson (1º novembre 1936 – 31 gennaio 1997) è stato un calciatore svedese, di ruolo centrocampista.

## Carriera

### Club
A Norrköping vince tre titoli svedesi in nove stagioni, segnando 53 gol in campionato. In particolare, durante l'anno 1960 realizza 17 gol in 24 giornate di campionato, contribuendo in modo decisivo alla conquista del torneo.

### Nazionale
Esordisce il 22 giugno 1960 contro la Finlandia (0-3). Il 22 giugno 1962 realizza una doppietta alla Norvegia (0-2), in una sfida valida per le qualificazioni al campionato europeo di calcio 1964.

## Palmarès

### Club

#### Competizioni nazionali
- Campionato svedese: 3

Norrköping: 1960, 1962, 1963